# Wolfgang Ebeling
Wolfgang Ebeling (né le 25 mars 1929 à Halle-sur-Saale) est un scénariste allemand.

## Biographie
Ebeling étudie la médecine à l'université de Halle de 1947 à 1949. Il rejoint ensuite le conservatoire de Weimar, où il complète sa formation par un diplôme en 1952. Il travaille ensuite comme dramaturge en chef à Gera et au Landestheater de Halle. En 1955, il devient dramaturge de la DEFA pour les longs métrages à Potsdam-Babelsberg et en 1961, chef du département de théâtre contemporain à la télévision de Berlin. En 1963 et 1964, il participe à la création du studio de télévision de Halle. À partir de 1964, il travaille à nouveau comme scénariste au studio DEFA pour les longs métrages et vit à Berlin.
Ebeling est scénariste pour la télévision et le cinéma. En 1959, il écrit entre autres le scénario du drame Cinq jours, cinq nuits avec Leo Arnchtam, la première coproduction entre la RDA et l'Union soviétique. Il écrit sa première pièce de théâtre, Das Geschenk, en 1961. Ebeling participe aux scénarios de films d'Amérindiens de la DEFA.

## Filmographie
- 1957 : Wo Du hin gehst...
- 1961 : Cinq jours, cinq nuits
- 1962 : Wenn ich das gewusst hätte... (TV)
- 1967 : Chingachgook, die grosse Schlange
- 1969 : Mit mir nicht, Madam!
- 1970 : Im Spannungsfeld (de)
- 1971 : Zwei einsame Herzen (TV)
- 1972 : Tecumseh
- 1972 : Nachts sind alle Katzen grau (TV)
- 1972 : Amboss oder Hammer sein
- 1972 : Laut und leise ist die Liebe (de)
- 1975 : Frères de sang
- 1976 : Hostess
- 1976 : Soviel Lieder, soviel Worte (de)
- 1977 : Ein Katzensprung (de)
- 1977 : El Cantor (de) (TV)
- 1979 : Die Birke da oben (TV)
- 1979–1981 : Der Staatsanwalt hat das Wort (de) (série télévisée, 4 épisodes)
- 1981 : Überblickt man die Jahre (TV)
- 1984 : Weiberwirtschaft (TV)
- 1988 : Hannes (TV)
- 1990 : Die Liebesfalle (TV)
- 1990 : Die Wirtin, das Biest und andere Liebesspiele (TV)
- 1991 : Lord Hansi